# Diphucephala laticollis
Diphucephala laticollis är en skalbaggsart som beskrevs av Lea 1895. Diphucephala laticollis ingår i släktet Diphucephala och familjen Melolonthidae. Inga underarter finns listade i Catalogue of Life.